# كنكان (لعبة)

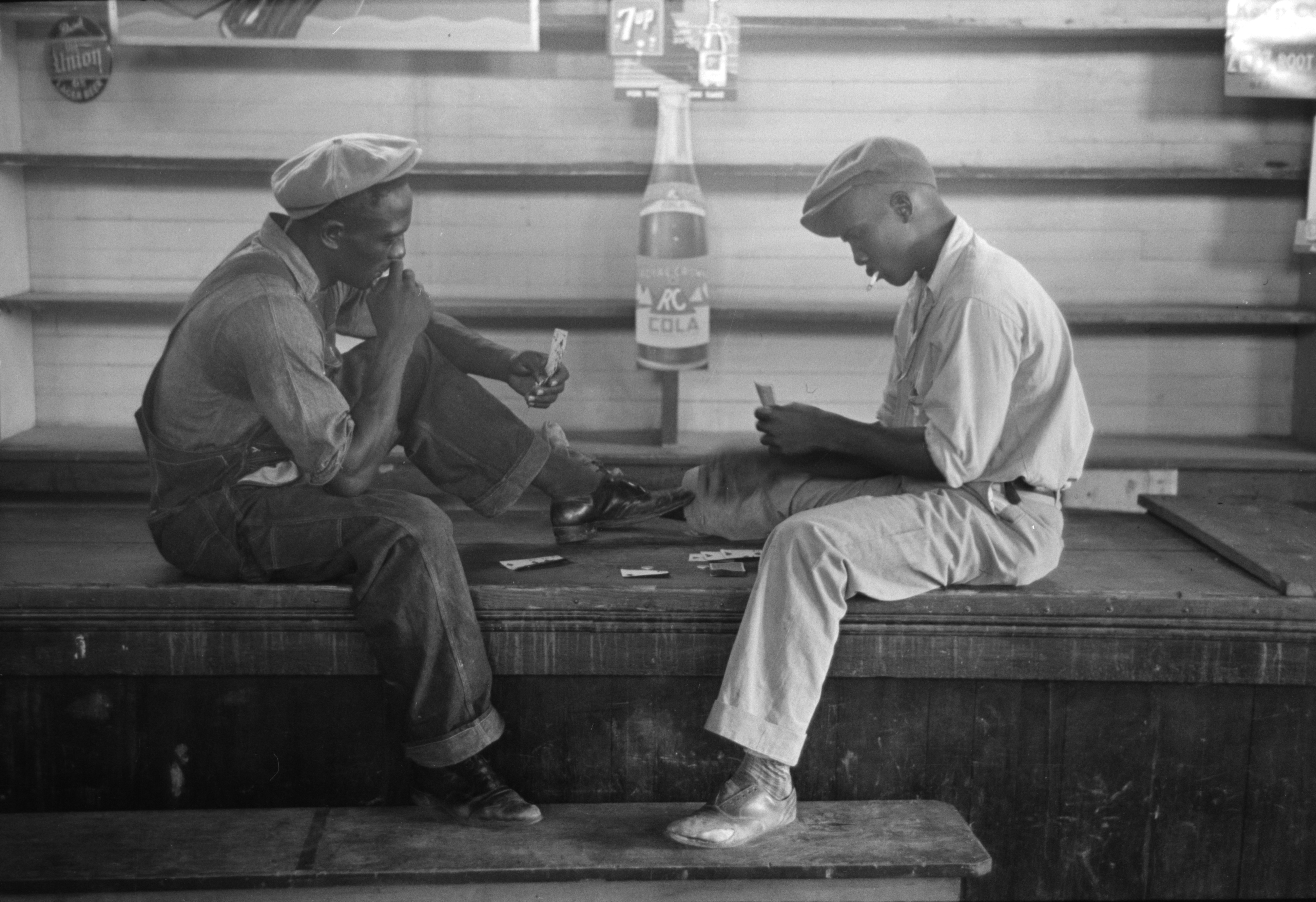
رجلان يلعبون لعبة الكُنكان

الكُنكَان هي لعبة ورق بأسلوب هَنْد رِمي. يصفه داوود بَرلِت بأنه سلف لجميع ألعاب الرِمي الحديثة. قبل ظهور gin rummy وُصفت بأنها "لعبة ممتازة للاعبَين ، تختلف تمامًا عن أي لعبة أخرى في مبادئها وتتطلب اهتمامًا وثيقًا للغاية وذاكرة جيدة للعبها بشكل جيد". 